# Синьяк (коммуна)
Синья́к (фр. Signac, окс. Sinhac) — коммуна во Франции, находится в регионе Юг — Пиренеи. Департамент — Верхняя Гаронна. Входит в состав кантона Сен-Беа. Округ коммуны — Сен-Годенс.
Код INSEE коммуны — 31548.

## География
Коммуна расположена приблизительно в 680 км к югу от Парижа, в 105 км к юго-западу от Тулузы.
На востоке коммуны протекает река Пик. Большую часть территории коммуны занимают леса.

## Климат
Климат умеренно-океанический. Зима мягкая и снежная, весна характеризуется сильными дождями и грозами, лето сухое и жаркое, осень солнечная. Преобладают сильные юго-восточные и северо-западные ветры.

## Население
Население коммуны на 2010 год составляло 49 человек.
| 1962 | 1968 | 1975 | 1982 | 1990 | 1999 | 2010 |
| ---- | ---- | ---- | ---- | ---- | ---- | ---- |
| 80   | 97   | 76   | 75   | 77   | 58   | 49   |

## Экономика
В 2010 году среди 23 человек трудоспособного возраста (15—64 лет) 17 были экономически активными, 6 — неактивными (показатель активности — 73,9 %, в 1999 году было 72,2 %). Из 17 активных жителей работали 16 человек (11 мужчин и 5 женщин), безработным был 1 мужчина. Среди 6 неактивных 0 человек были учениками или студентами, 4 — пенсионерами, 2 были неактивными по другим причинам.

## Достопримечательности
- Романская церковь Св. Иоанна Крестителя

## Фотогалерея

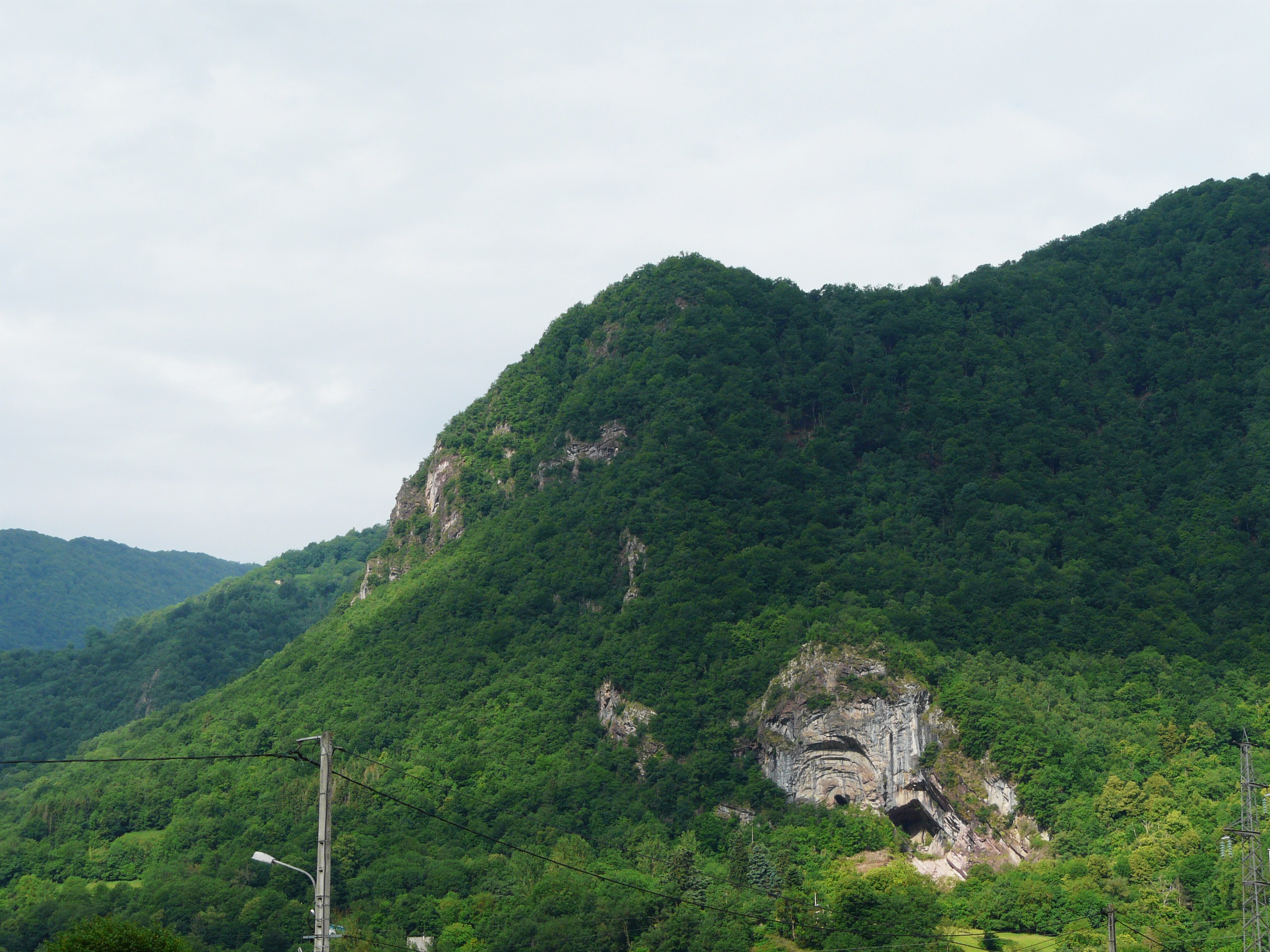
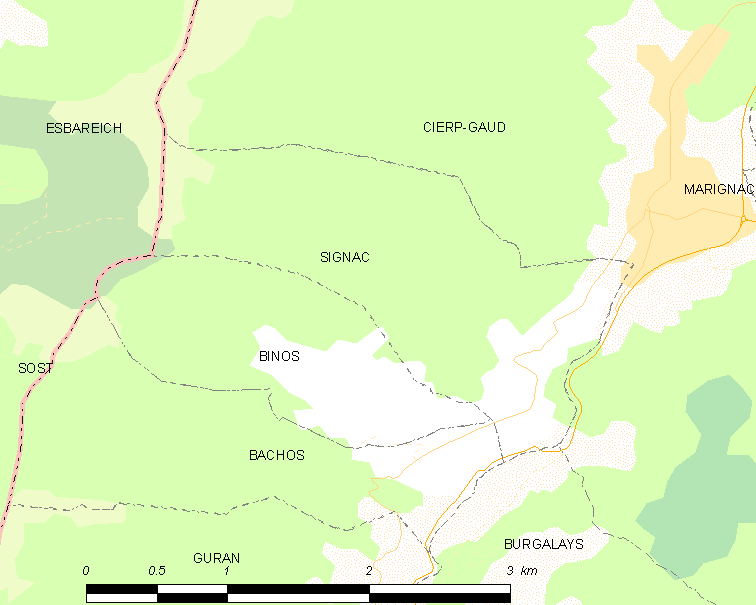
Карта коммуны